# Okan Kocuk
Okan Kocuk (Bursa, 27 luglio 1995) è un calciatore turco, portiere del Samsunspor.

## Carriera

### Nazionale
Ha esordito con l'under-21 il 31 marzo 2015, nell'amichevole persa per 2-1 contro la Bosnia.

## Statistiche

### Presenze e reti nei club
Statistiche aggiornate al 28 agosto 2018.
| Stagione         | Squadra          | Campionato       | Campionato | Campionato | Coppe nazionali | Coppe nazionali | Coppe nazionali | Coppe continentali | Coppe continentali | Coppe continentali | Altre coppe | Altre coppe | Altre coppe | Totale | Totale |
| Stagione         | Squadra          | Comp             | Pres       | Reti       | Comp            | Pres            | Reti            | Comp               | Pres               | Reti               | Comp        | Pres        | Reti        | Pres   | Reti   |
| ---------------- | ---------------- | ---------------- | ---------- | ---------- | --------------- | --------------- | --------------- | ------------------ | ------------------ | ------------------ | ----------- | ----------- | ----------- | ------ | ------ |
| 2014-2015        | Bursaspor        | SL               | 1          | -1         | TK              | 4               | -4              | -                  | -                  | -                  | -           | -           | -           | 5      | -5     |
| 2015-2016        | Bursaspor        | SL               | -          | -          | TK              | 1               | -2              | -                  | -                  | -                  | -           | -           | -           | 1      | -2     |
| 2016-2017        | Bandırmaspor     | 1. Lig           | 23         | -34        | TK              | 2               | -3              | -                  | -                  | -                  | -           | -           | -           | 25     | -37    |
| 2017-2018        | İstanbulspor     | 1. Lig           | 34         | -39        | TK              | 3               | -3              | -                  | -                  | -                  | -           | -           | -           | 37     | -42    |
| 2018-2019        | Bursaspor        | SL               | 0          | 0          | TK              | 0               | 0               | -                  | -                  | -                  | -           | -           | -           | 0      | 0      |
| Totale Bursaspor | Totale Bursaspor | Totale Bursaspor | 1          | -1         |                 | 5               | -6              |                    | -                  | -                  |             | -           | -           | 6      | -7     |
| Totale carriera  | Totale carriera  | Totale carriera  | 58         | -74        |                 | 10              | -12             |                    | -                  | -                  |             | -           | -           | 68     | -86    |

### Cronologia presenze e reti in nazionale
| Cronologia completa delle presenze e delle reti in nazionale ― Turchia under 21 | Cronologia completa delle presenze e delle reti in nazionale ― Turchia under 21 | Cronologia completa delle presenze e delle reti in nazionale ― Turchia under 21 | Cronologia completa delle presenze e delle reti in nazionale ― Turchia under 21 | Cronologia completa delle presenze e delle reti in nazionale ― Turchia under 21 | Cronologia completa delle presenze e delle reti in nazionale ― Turchia under 21 | Cronologia completa delle presenze e delle reti in nazionale ― Turchia under 21 | Cronologia completa delle presenze e delle reti in nazionale ― Turchia under 21 |
| Data                                                                            | Città                                                                           | In casa                                                                         | Risultato                                                                       | Ospiti                                                                          | Competizione                                                                    | Reti                                                                            | Note                                                                            |
| ------------------------------------------------------------------------------- | ------------------------------------------------------------------------------- | ------------------------------------------------------------------------------- | ------------------------------------------------------------------------------- | ------------------------------------------------------------------------------- | ------------------------------------------------------------------------------- | ------------------------------------------------------------------------------- | ------------------------------------------------------------------------------- |
| 31-3-2015                                                                       | Kakanj                                                                          | Bosnia ed Erzegovina under 21                                                   | 2 – 1                                                                           | Turchia under 21                                                                | Amichevole                                                                      | -2                                                                              |                                                                                 |
| 4-9-2015                                                                        | Istanbul                                                                        | Turchia under 21                                                                | 0 – 1                                                                           | Australia under 21                                                              | Amichevole                                                                      | -1                                                                              |                                                                                 |
| 8-9-2015                                                                        | Istanbul                                                                        | Turchia under 21                                                                | 0 – 1                                                                           | Paesi Bassi under 21                                                            | Qual. Europeo Under-21 2017                                                     | -1                                                                              |                                                                                 |
| 9-10-2015                                                                       | Sluck                                                                           | Bielorussia under 21                                                            | 0 – 2                                                                           | Turchia under 21                                                                | Qual. Europeo Under-21 2017                                                     | -                                                                               |                                                                                 |
| 1-9-2016                                                                        | Ankara                                                                          | Turchia under 21                                                                | 0 – 1                                                                           | Cipro under 21                                                                  | Qual. Europeo Under-21 2017                                                     | -1                                                                              |                                                                                 |
| Totale                                                                          |                                                                                 | Presenze                                                                        | 5                                                                               |                                                                                 | Reti                                                                            | -5                                                                              |                                                                                 |

## Palmarès

### Club

#### Competizioni nazionali
- Supercoppa di Turchia: 1

Galatasaray: 2019
- Campionato turco: 1

Galatasaray: 2022-2023